# Moestafa El Kabir
Moestafa El Kabir est un footballeur néerlando-marocain, né le 5 octobre 1988 à Targuist au Maroc. Il évolue au poste d'attaquant.

## Biographie
Moestafa est né au Maroc de parents originaires de Targuist. A son plus jeune âge, il émigre avec sa mère aux Pays-Bas, à Amsterdam.

### Clubs

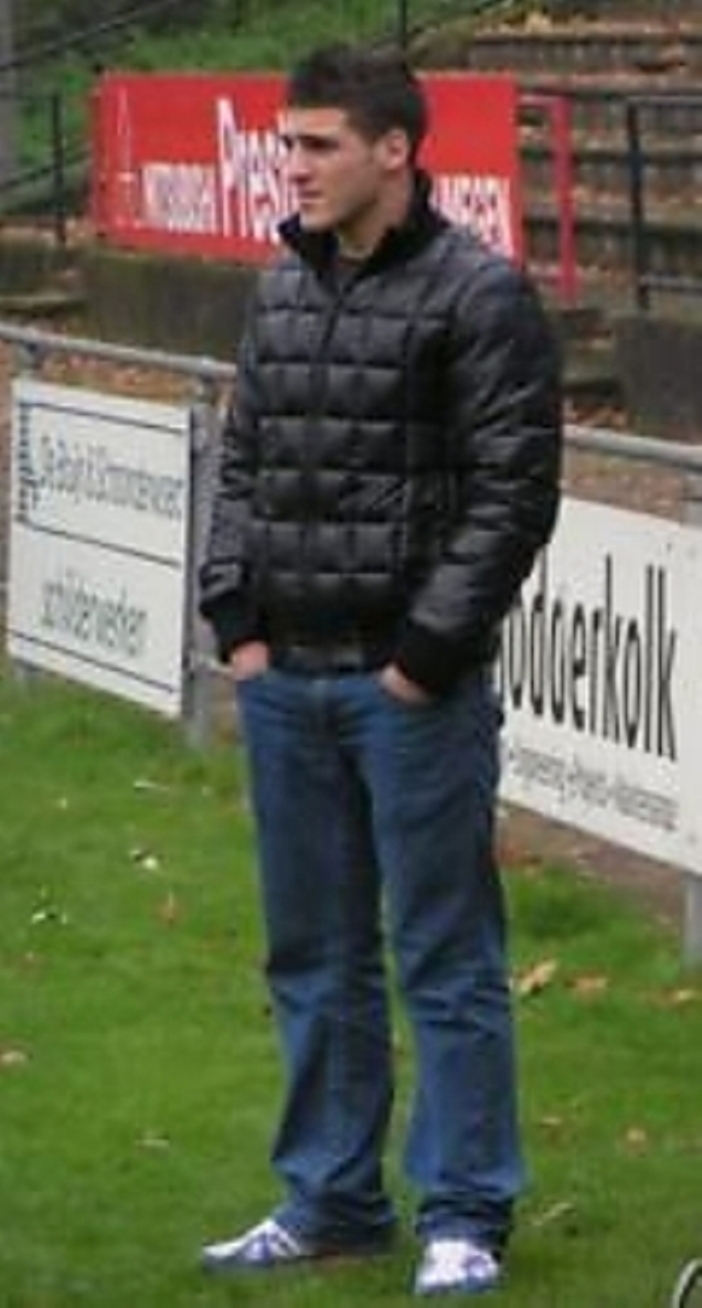
El Kabir à l'entraînement

Passé par l'Ajax Amsterdam lors de sa formation junior, il est d'abord transféré de l'Ajax Amsterdam au Feyenoord Rotterdam à l'âge de 10 ans seulement, puis il est une nouvelle fois transféré chez les juniors du FC Utrecht. En 2008, il signe son premier contrat professionnel avec le NEC Nimègue, à l'âge de 19 ans seulement. Il est ensuite acheté par le club suédois de Mjällby AIF en 2010, après deux premières saisons au plus haut niveau néerlandais dans les rangs du NEC Nimègue. 
Après des très bonnes performances avec le club suédois du Mjällby AIF (36 matchs, 16 buts) en une seule saison, il est sollicité par de nombreux clubs européens comme Cagliari, le FC Lorient, ou encore l'AC Ajaccio. Il accepte alors l'offre du club italien du Cagliari Calcio, qui est la plus intéressante. Le 14 avril 2011, le président du club italien de Cagliari annonce avoir trouvé un accord avec le Mjällby AIF, pour un prêt avec option d'achat d'El Kabir. Le 13 juin 2011, le club italien officialise son arrivée.
En novembre 2012, il signe pour trois saisons en faveur du club suédois du BK Häcken.
Après une saison moyenne en Arabie saoudite, il signe en Turquie au club de Gençlerbirliği Spor Kulübü. Le néerlandais débute fort et signe quatre passes décisives pour son deuxième match. L'équipe signe une victoire 4-2 à l'extérieur.
En 2013, son petit frère Othman El Kabir devient également footballeur professionnel dans le championnat suédois.
Le 1er avril 2018, il est prêté au club suédois du BK Häcken jusqu'à la fin de saison.

### Sélection nationale

#### Maroc
Le 21 septembre 2011, Eric Gerets dévoile une liste de 31 joueurs pré-sélectionné pour affronter la Tanzanie pour un match de qualification pour la CAN 2012, où figure le nom de Moestafa El Kabir. Il ne sera finalement pas retenu dans la liste des 24 sélectionnés, en raison d'une blessure contractée quelques jours plus tôt en championnat. Le Maroc va remporter son match sur le score de 3-1, sur des buts marqués respectivement par Marouane Chamakh, Adel Taarabt et Mbark Boussoufa. Le Maroc est donc qualifié à la CAN 2012, mais Moestafa n'y participe pas à la suite de sa grave blessure avec son club.

## Palmarès

### Distinctions personnelles
- Élu meilleur joueur marocain du championnat de Suède en 2010
- Meilleur buteur du Mjällby AIF lors de la saison 2010-2011 avec 16 buts